# 简·霍尔德内斯-罗达姆
简·霍尔德内斯-罗达姆（英語：Jane Holderness-Roddam，1948年7月1日—），旧姓布伦（Bullen），英国女子马术运动员。她曾代表英国参加1968年夏季奥林匹克运动会马术比赛，获得团体三项赛金牌和个人三项赛第18名。